# Zoniopoda
Zoniopoda is een geslacht van rechtvleugeligen uit de familie Romaleidae. De wetenschappelijke naam van dit geslacht is voor het eerst geldig gepubliceerd in 1873 door Stål.

## Soorten
Het geslacht Zoniopoda omvat de volgende soorten:
- Zoniopoda basalis Bruner, 1913
- Zoniopoda danottei Carbonell, 2007
- Zoniopoda exilipes Bruner, 1906
- Zoniopoda fissicauda Bruner, 1906
- Zoniopoda hempeli Bruner, 1911
- Zoniopoda iheringi Pictet & Saussure, 1887
- Zoniopoda juncorum Berg, 1887
- Zoniopoda mimicula Rehn, 1909
- Zoniopoda omnicolor Blanchard, 1843
- Zoniopoda serrana Pocco, Rubio & Cigliano, 2011
- Zoniopoda similis Bruner, 1906
- Zoniopoda tarsata Serville, 1831